# Ustawa o czystości żywności i leków
Ustawa o czystości żywności i leków (ang. Pure Food and Drug Act) – amerykańska ustawa z 1906 roku. Jej uchwalenie było związane ze wskazywaną przez demaskatorów złą jakością znajdujących się na rynku produktów spożywczych oraz leków.